# Krasnoborskij rajon
Il Krasnoborskij rajon (in lingua russa Красноборский муниципальный район, letteralmente Krasnoborskij municipal'nyj rajon, in inglese traslitterato come Krasnoborsky munitsipalnyy rayon) è una rajon (distretto russo) dell'oblast' di Arcangelo, in Russia.
Il centro amministrativo è la città di Krasnoborsk, con circa 7 000 abitanti.

## Città
- Krasnoborsk (7193 ab.)
- Bol'šaja Sludka (835 ab.)
- Verchnjaja Uftjuga (892 ab.)
- Kulikovo (1555 ab.)
- Bol'šaja (780 ab.)
- Erševskaja (1725 ab.)
- Čerevkovo (3614 ab.)